# Mali graben
Mali graben je razbremenilni kanal reke Gradaščice, ki je bil izkopan zaradi pogostega poplavljanja ljubljanskega predmestja Trnovo. Od Gradaščice se, skupaj z večjim delom vode, ki je pri bokalškem jezu speljana vanj, odcepi nedaleč od gradu Bokalce, teče proti jugovzhodu po ljubljanski četrtni skupnosti Rožnik, nato Vič, pri Dolgem mostu prečka železniško progo in južno obvoznico in teče severno od Ceste dveh cesarjev skozi Mestni log mimo Murgel na levem bregu in Sibirije oz. Rakove Jelše na desnem ter se na južnem robu Trnovega pri ljubljanskem veslaškem klubu Ljubljanica v bližini Špice oz. Gruberjevega kanala kot levi pritok izliva v Ljubljanico.
Celotna struga Malega grabna je bila obnovljena in regulirana med letoma 2022 in 2024. Odstranili so večino zaraščenega drevja pri Dolgem mostu ter uredili številne brežine. Med obnovo in regulacijo struge so prenovili tudi brv pri Dolgem mostu, brv pri poštno-logističnem centru, pa brv pri Murglah ter most na Poti na Rakovo jelšo. Pozimi med letoma 2021 in 2022 pa so med nadgradnjo železniške proge Ljubljana-Sežana na odseku med Ljubljano in Brezovico odstranili jeklen železniški most ter ga nadomestili z novejšim, betonskim.